# Panorpa fukiensis
Panorpa fukiensis är en näbbsländeart som beskrevs av Bo Tjeder 1951. Panorpa fukiensis ingår i släktet Panorpa och familjen skorpionsländor. Inga underarter finns listade i Catalogue of Life.